# Carlos Tavares
Carlos Manuel Tavares da Silva (ur. 4 kwietnia 1953 w Estarreja) – portugalski polityk i ekonomista, w latach 2002–2004 minister gospodarki.

## Życiorys
Ukończył studia ekonomiczne na Uniwersytecie w Porto, na którym później pracował jako nauczyciel akademicki. Przez dziesięć lat był też zatrudniony w zespole analiz makroekonomicznych Banco Português do Atlântico. Związany z Partią Socjaldemokratyczną, był przewodniczącym zgromadzenia miejskiego w swojej rodzinnej miejscowości. Między 1989 a 1991 pełnił funkcję sekretarza stanu do spraw skarbu w rządzie Aníbala Cavaco Silvy. Następnie pracował w sektorze bankowym. Był m.in. przewodniczącym rady dyrektorów Unicre oraz Banco Nacional Ultramarino, wiceprezesem Caixa Geral de Depósitos i wiceprzewodniczącym komitetu wykonawczego Banco Santander de Negócios Portugal.
Od kwietnia 2002 do lipca 2004 sprawował urząd ministra gospodarki w rządzie José Manuela Durão Barroso. Później pełnił funkcję dyrektora Biura Doradców ds. Polityki Europejskiej (BEPA) w ramach Komisji Europejskiej. W 2005 objął stanowisko prezesa portugalskiej Komisji Rynku Papierów Wartościowych (CMVM). Jego kadencja zakończyła się w 2015, jednak następcę powołano dopiero w 2016. W 2011 został dodatkowo wiceprezesem Europejskiego Urzędu Nadzoru Giełd i Papierów Wartościowych, pełnił tę funkcję do 2016.

## Odznaczenia
- Krzyż Wielki Orderu Białej Róży Finlandii (2003, Finlandia)
- Krzyż Wielki Orderu Honoru (2003, Grecja)
- Krzyż Wielki Orderu Krzyża Południa (2003, Brazylia)[7]